# Setantops
Setantops is een geslacht van insecten uit de orde vliesvleugeligen (Hymenoptera) en de familie Ichneumonidae.

## Soorten
- S. elongatus (Szepligeti, 1908)
- S. erythristicus Heinrich, 1968
- S. hemimelas Heinrich, 1968
- S. imitans Heinrich, 1968
- S. impictus Heinrich, 1968
- S. lepidops Heinrich, 1968
- S. lepidus (Tosquinet, 1896)
- S. major Heinrich, 1968
- S. meruensis Heinrich, 1968
- S. nanusculus Heinrich, 1968
- S. nimbosilvae Heinrich, 1968
- S. perflavescens Heinrich, 1968
- S. persimilis (Szepligeti, 1908)
- S. rungweensis Heinrich, 1968
- S. seminiger (Szepligeti, 1908)
- S. valdepictus Heinrich, 1968